# 鄺健雄
鄺健雄牧師（Lawrence Khong，1952年—）是新加坡堅信浸信會的主任牧師，堅信浸信會是新加坡的一間大型教會，會友約九千人。

## 生平
鄺健雄在2000年被國際使徒聯盟（International Coalition of Apostles）的彼得·魏格納牧師按立為使徒。鄺健雄是触爱社会服务的創辦人及負責人，触爱社会服务是一個新加坡的非營利性組織，在新加坡有十八個據點。。
鄺健雄在堅信浸信會中強調小組的功能．並提出「小組教會」的概念，有著書《使徒性小組教會: 從堅信浸信教會看增長與佈道的實用策略》。
鄺健雄除了是堅信浸信會的主任牧師外，也是專業的魔術師，曾以魔術劇的形式在教會佈道。近年來領受神的呼召，開始製作電影，進入媒體及演藝圈，製作魔術劇《神奇的愛》（Magic of Love）和《幻影情真》（Magic Box），作為和非基督徒傳福音的管道。
鄺健雄公開對同性戀、雙性戀、跨性別（LGBT）議題表達強烈反對，引發新加坡公眾對他的非議；他堅決反對廢除將同性間性行為視為違法的《新加坡刑法》第377A條，並多次表示要捍衛「家庭」（Family）和「基本構建」（basic building block）。鄺健雄近年來呼籲基督徒信眾支持原本由回教徒發起的「穿白衣運動」，以抗議年度聲援LGBT的集會Pink Dot SG。